# 倫敦、米德蘭和蘇格蘭鐵路
倫敦、米德兰和蘇格蘭鐵路（英語：London, Midland and Scottish Railway）是英國在1921年鐵路法成立之後創建的一家企業。1921年鐵路法成立之後，英國強制合併約300家鐵路公司為四大鐵路集團，公司就是在這波合併潮之中誕生。它成立於1923年1月1日，是當時歐洲最大的企業集團和連鎖酒店集團，擁有6,870英里長的鐵路路線，所屬的主要路線包括了西海岸主線，主要收益來源於貨運。

## 外部連結
- The LMS Society （页面存档备份，存于）
- Vintage training and educational videos for LMS staff, customers and the general public. （页面存档备份，存于）
- The LMS Forum
- LMS discussion group on Yahoo! （页面存档备份，存于）
- LMS images of tourist attractions along their routes Use Advanced Search/Collections/LMS to view these images held by the English Heritage Archive